# ドルオーニョ
ドルオーニョ（伊: Druogno）は、イタリア共和国ピエモンテ州ヴェルバーノ・クジオ・オッソラ県にある、人口約1,100人の基礎自治体（コムーネ）。

## 地理

### 位置・広がり
| 隣接するコムーネは以下の通り。 - マゼーラ - サンタ・マリーア・マッジョーレ - トロンターノ |

## 行政

### 分離集落
ドルオーニョには、以下の分離集落（フラツィオーネ）がある。
Albogno, Coimo, Gagnone, Orcesco, Sagrogno e Sasseglio